# Kloster Lintula

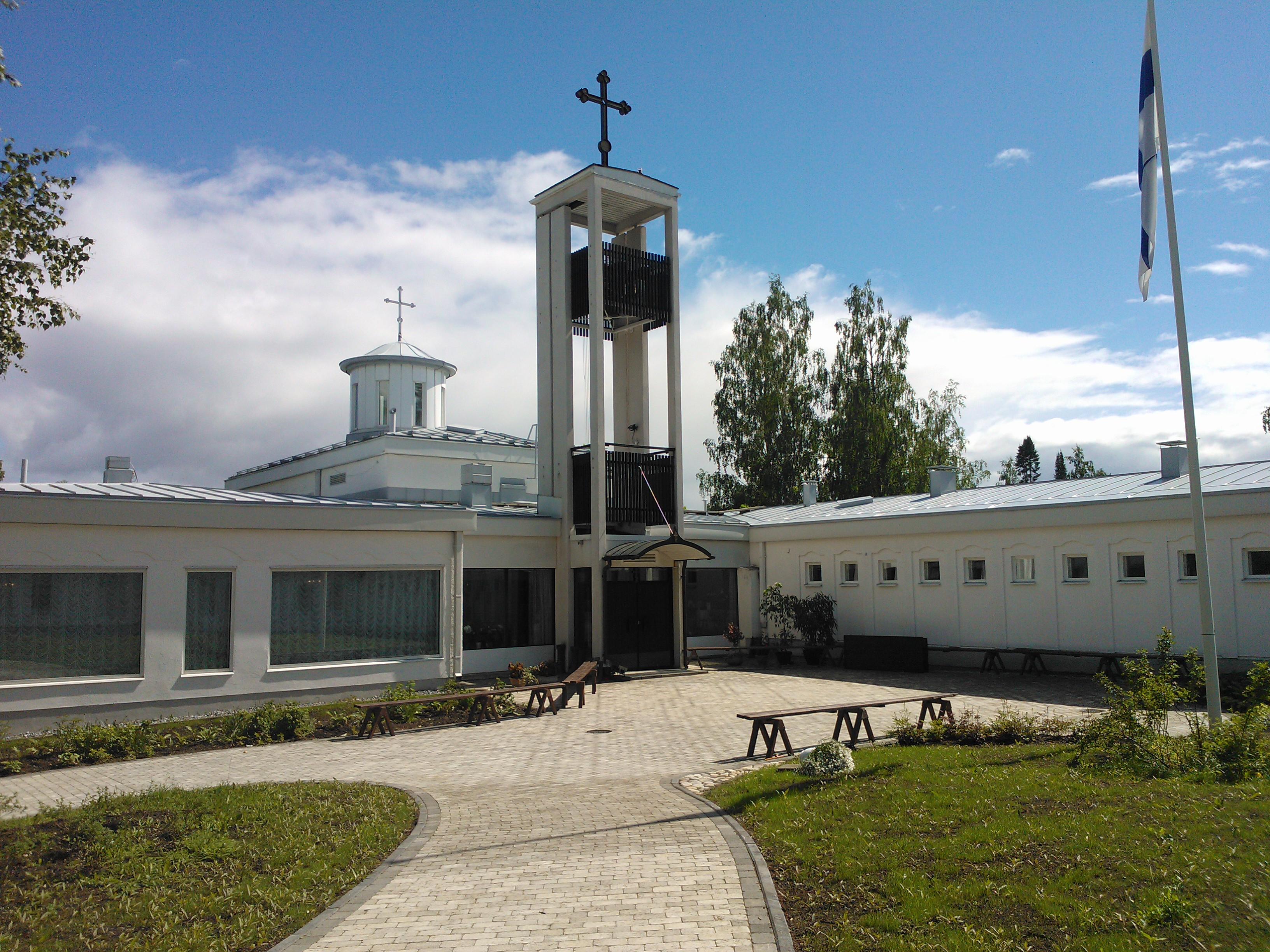
Klosterkirche

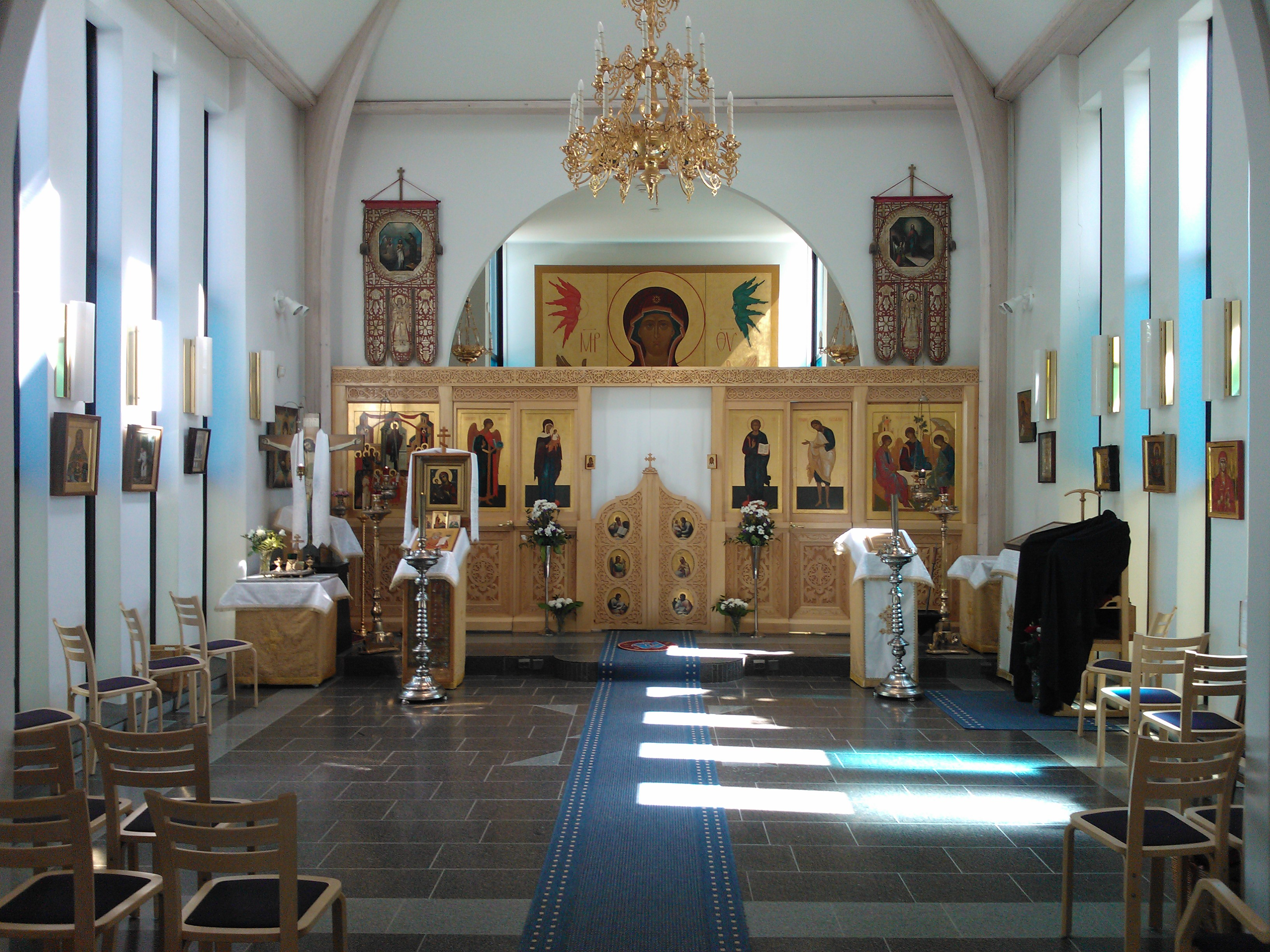
Klosterkirche innen

Das Kloster Lintula ist das einzige orthodoxe Frauenkloster in Finnland. Es befindet sich in der Gemeinde Heinävesi im Südosten Finnlands.

## Geschichte
Gegründet wurde es 1895 in Kivennappa auf der Karelischen Landenge, das damals zu Finnland und heute zu Russland gehört. Während des Winterkrieges 1939 flohen die Nonnen vor den russischen Streitkräften ins vom Krieg verschonte Gebiet Finnlands. 1946 konnte der Konvent in Heinävesi, ganz in der Nähe des Männerklosters Uusi Valamo ein neues Kloster gründen. Im Jahr 1973 konnte die neue Kirche eingeweiht werden, die wie am alten Standort der Heiligen Dreifaltigkeit geweiht ist.

## Wirtschaft
Das Kloster betreibt eine Kerzenmanufaktur. Auch die jährlich rund 25'000 Pilger und Touristen tragen zum Einkommen bei. Der ursprünglich dazugehörige Landwirtschaftsbetrieb wurde hingegen aufgegeben.